# Пространство на откровенията
Пространство на Откровенията е научнофантастичен роман от 2000, написан от Алистър Рейнолдс. Той дава началото на вселената на Пространство на Откровенията. Следващата книга от поредицата Казъм Сити се развива по-рано във времевата линия, но не е предистория на Пространство на Откровенията. А третия роман Корабът на изкуплението е директно продължение на предходните два.

## Издания на български език
- „Пространство на откровенията“ – ИК ИнфоДАР, 2003 г., ISBN 954-761-122-4